# Empis pseudorufiventris
Empis pseudorufiventris is een vliegensoort uit de familie van de dansvliegen (Empididae). De wetenschappelijke naam van de soort is voor het eerst geldig gepubliceerd in 1962 door Bequaert.